# Ulvsunda
Ulvsunda est un quartier du district de Bromma à Stockholm en Suède,.

## Description
Ulvsunda est un quartier de Västerort. 
Ulvsunda borde la zone industrielle d'Ulvsunda au nord, Ulvsundasjön et Traneberg à l'est, Alvik et Stora mossen au sud et Riksby à l'ouest. 
La partie sud-est de Lillsjön fait partie d'Ulvsunda et la rue Ulvsundavägen traverse le quartier.
Ulvsunda est traversé par la Tvärbanan.

## Galerie

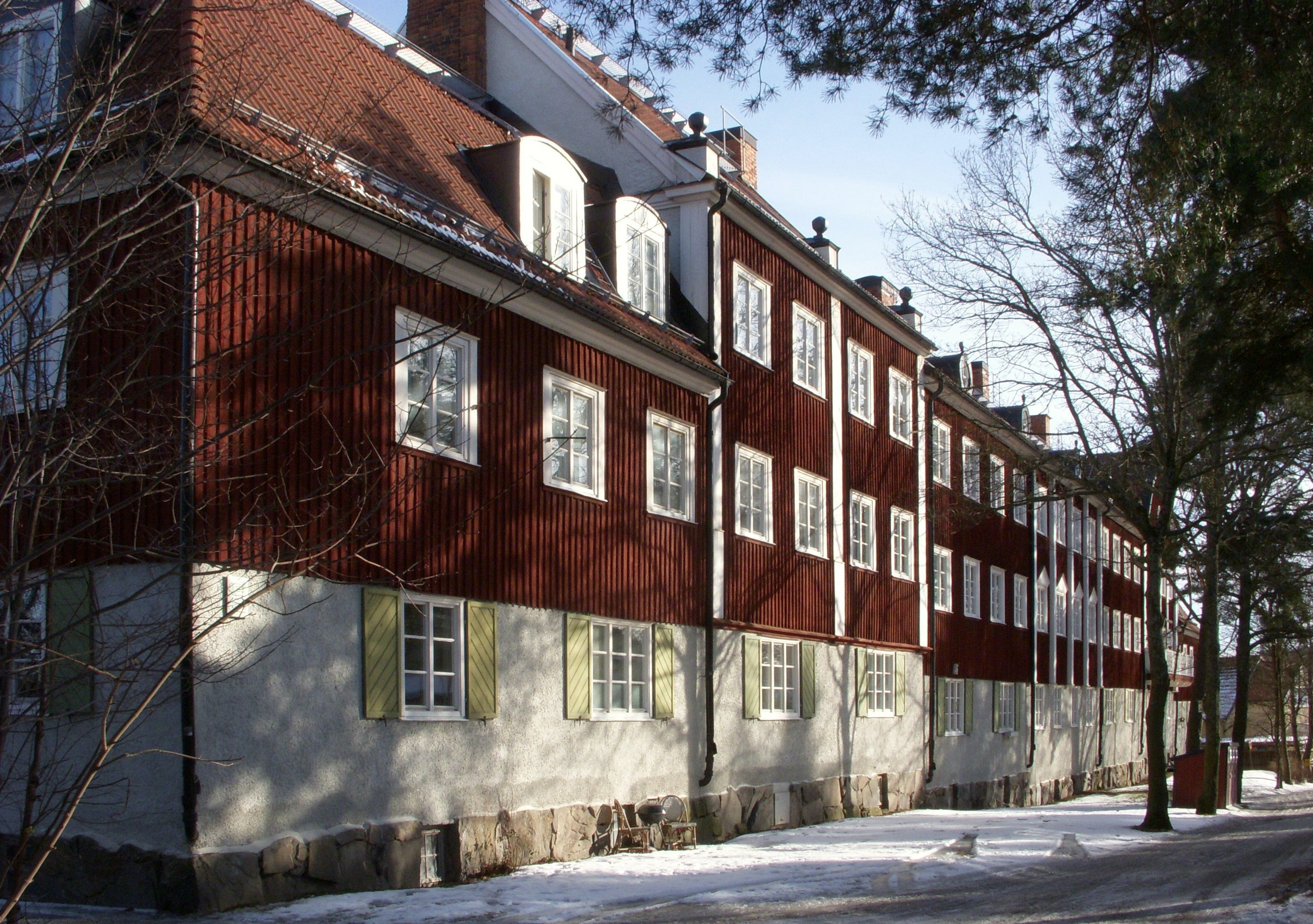
Kvarteret Bergsryggen.
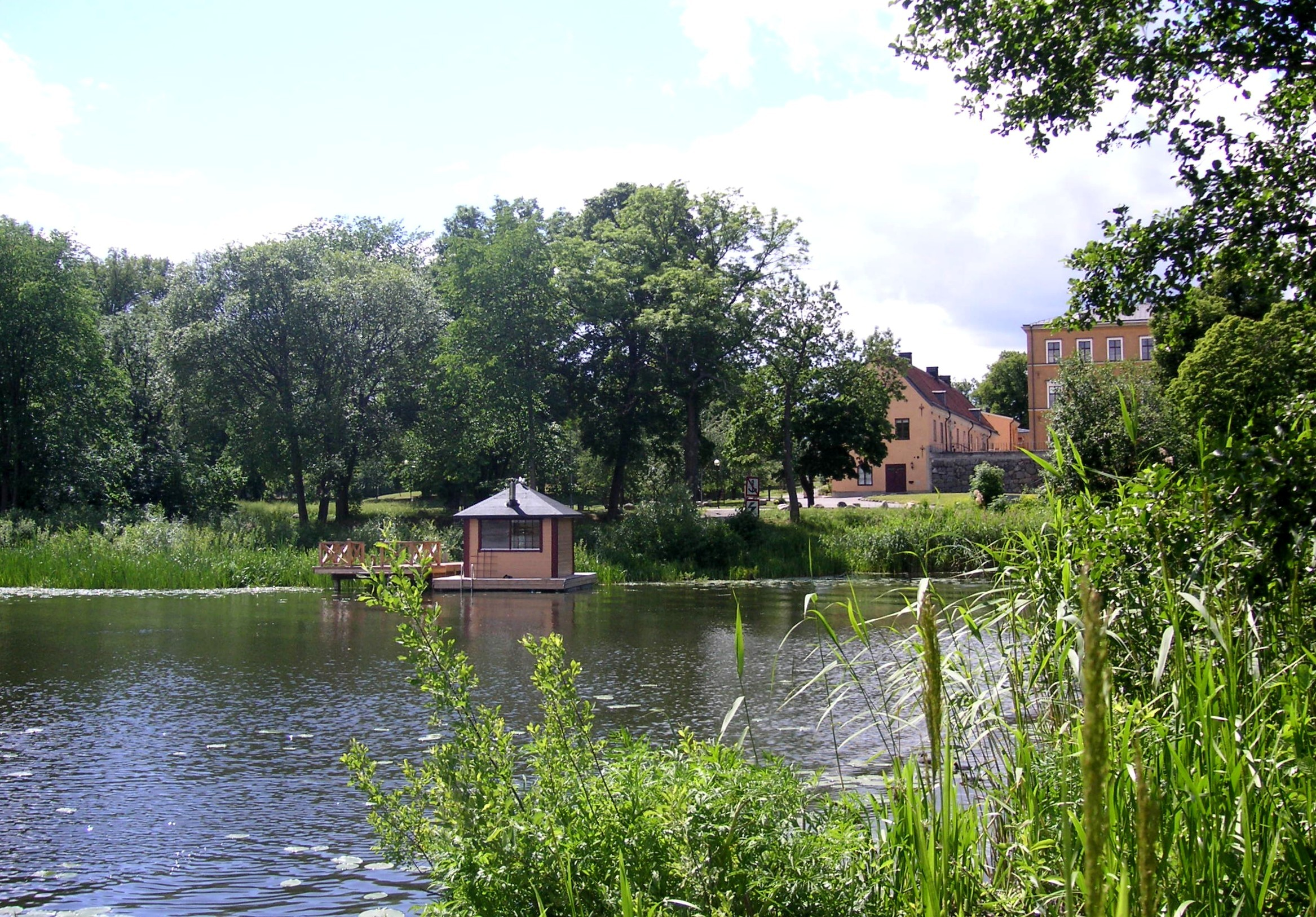
"Ulvsund" et le château d'Ulvsunda en arrière-plan.
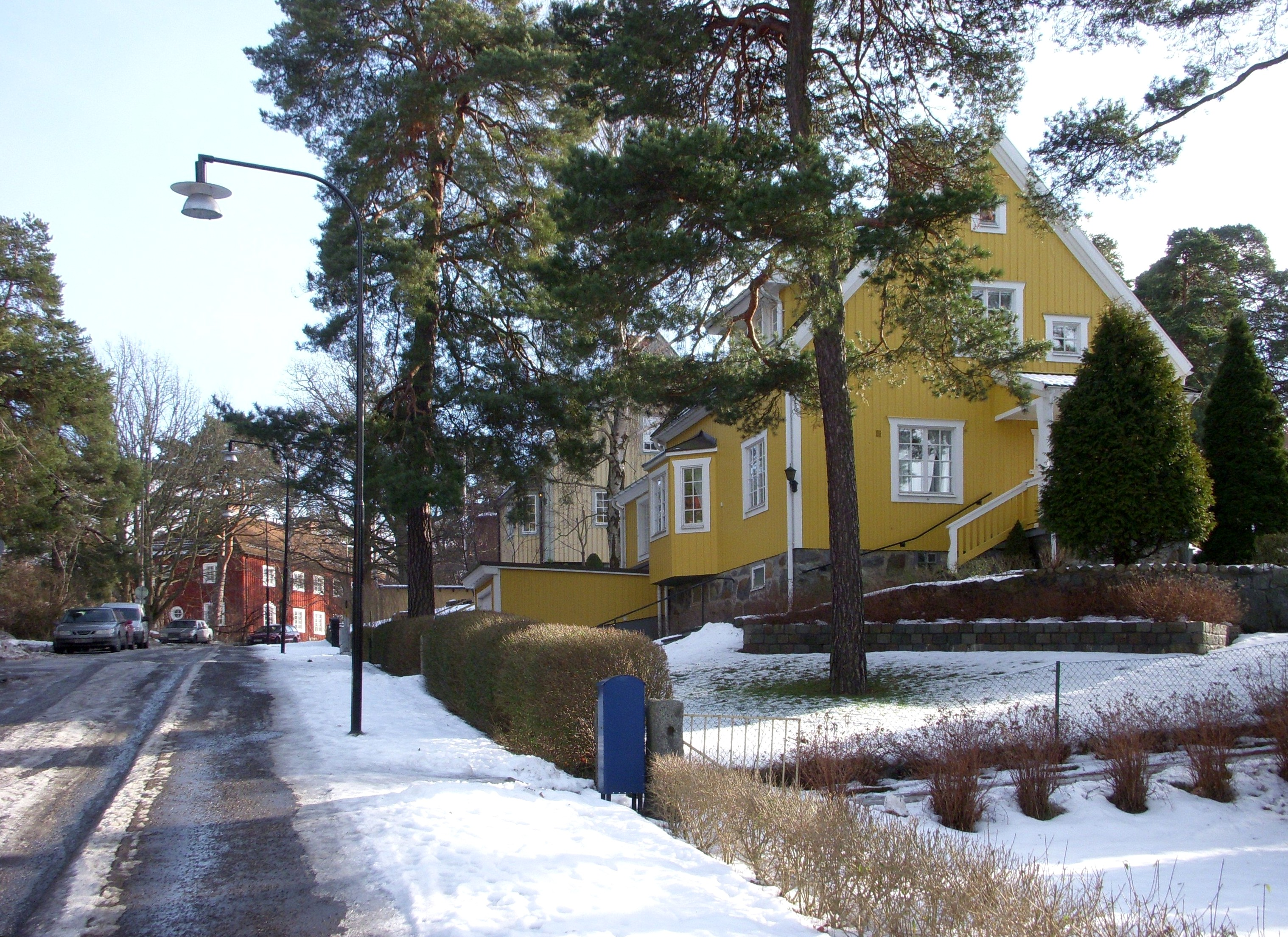
La cité-jardin d'Ulvsunda.
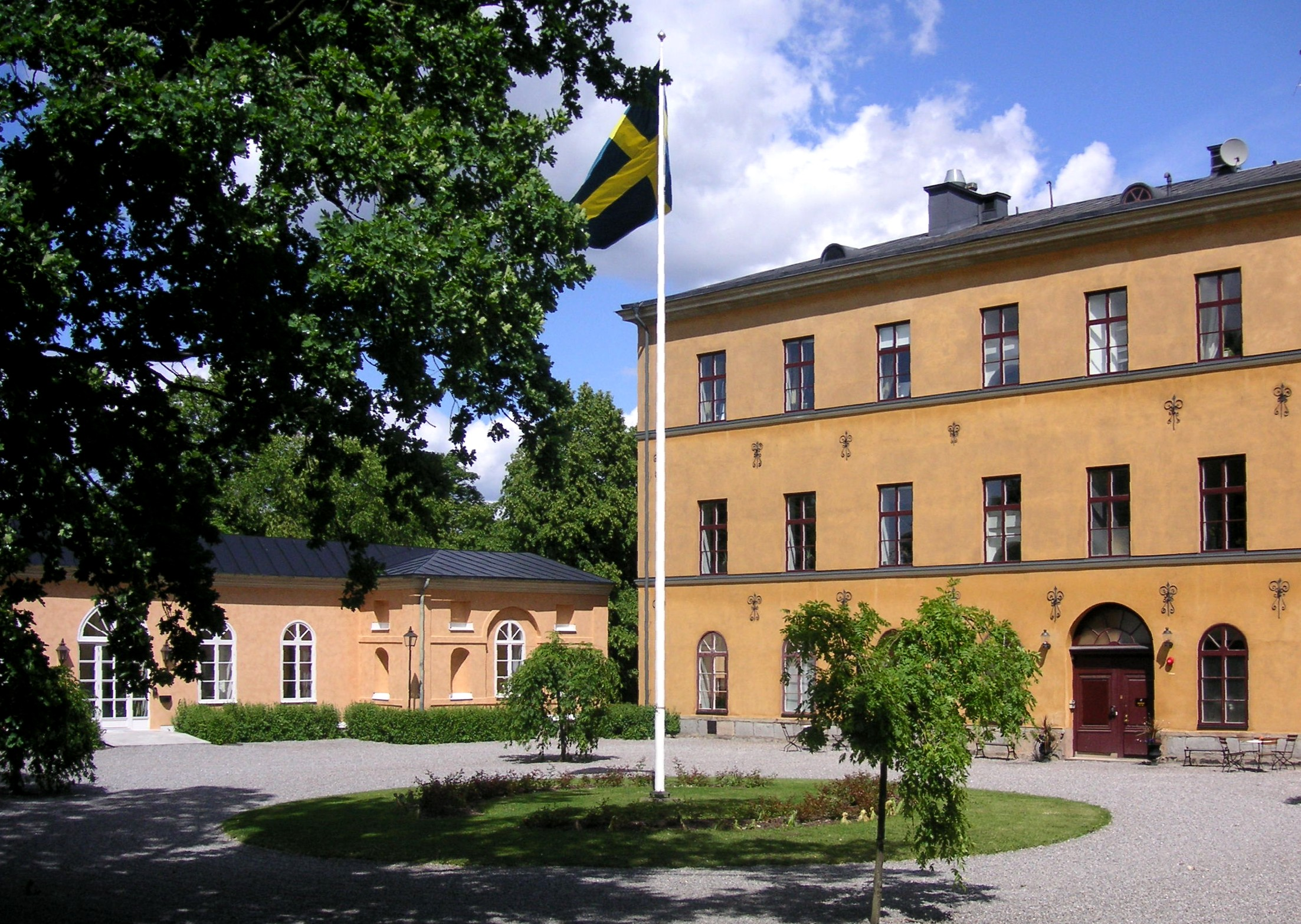
Château d'Ulvsunda.